# 독일의 전후 배상 문제
독일의 전후 배상 문제는 제1차 세계 대전과 제2차 세계 대전 후에 전쟁 피해 당사자국들에 대한 배상문제이다. 제2차 세계 대전 이후 유대인 학살 및 점령지 자원의 강제 수탈은 이 배상 문제에는 포함되어 있지 않다(별도로 처리되고 있는 중이다). 양 대전 이후 배상 모두 유야무야 되었다는 공통점이 있다. 차이점으로는 1차 세계 대전 후 배상 문제는 독일 국민들의 자존심에 상처를 입히고 히틀러의 등장과 나치의 집권 및 제2차 세계 대전의 한 원인을 제공하고, 오랫동안 국제 사회의 이슈가 된 반면, 제2차 세계 대전에 관한 배상 문제는 냉전에 묻혀 별로 이슈화되지도 않고, 서로 민주주의를 지향한다고 내걸은 두 개의 정권(서독과 동독)이 안정적으로 집권하였다는 차이가 있다.

## 제1차 세계 대전 이후 배상 문제
제1차 세계 대전 종전 후 전쟁 배상 문제는 첨예한 문제가 되었다. 영국과 프랑스는 전쟁의 피해와 함께 미국에서 빌린 전쟁 채무를 독일로부터 배상을 받아 상환할 생각이었다. 영국이 독일의 해외 식민지를 점령한 것에 비해 프랑스는 라인강을 프랑스의 안전을 위해 독일과 완충지대로 삼아야 한다고 주장했다. 1871년 프랑스-프로이센 전쟁의 결과로 독일에 할양했던 알자스와 로렌을 비롯하여, 자르 탄광지대의 프랑스 양도를 요구하기도 했다. 프랑스의 요구는 영국과 미국의 조정으로 타협안으로 만들어졌다. 내용은 다음과 같다.
1. 라인강 서쪽 좌안에 대한 15년 동안 프랑스가 점령한다.
2. 라인강 동쪽 우안 50km 이내의 무장(독일군의 주둔을 의미함)을 금지한다.
3. 자르 탄전의 소유권 및 채굴권은 프랑스가 차지한다.
4. 자르 지방은 이후 15년 동안 국제연맹이 정한 특별한 제도의 적용을 받은 후 국민 투표로 그 귀속을 결정한다. (나중에 자르 지방은 다시 독일로 귀속했다)

그러나 전후 독일의 배상 문제는 1921년 5월 1일, 배상위원회가 독일에 1320억 마르크의 배상금을 금으로 갚을 것을 결정했을 때 절정에 달했다.
애초에 미국의 우드로 윌슨 대통령은 몇 가지 부분에만 독일의 배상 책임을 한정짓고자 했다. 당시 국제법에 대한 침해에 의한 손해, 벨기에의 중립 유린, 민간인에 대한 피해 같은 것이었다. 그러나 영국과 프랑스는 근본적인 배상을 요구했다. 영국과 프랑스 등은 이 돈을 받아 미국에 진 부채를 갚으려고 했다. 당시 유럽 국가들이 미국에 진 부채는 당시 화폐 기준으로 100억 달러에 달했다. 1923년 6월 19일에 체결된 영국-미국 채무협정으로 확정된 영국의 전쟁 부채는 46억 달러, 1926년 4월 26일 체결된 미국-프랑스 채무협정에 의해 확정된 전쟁 채무는 40억 달러였다. 두 나라의 채무만 해도 벌써 86억 달러였고, 나머지 국가들까지 합하면 100억 달러였다. 게다가 윌슨은 미국 하원으로부터도 거액의 배상금을 독일에 요구하라는 압력을 받고 있었다.
당연히 독일은 이 돈을 갚을 능력이 없었다. 이러한 조치는 독일에 전쟁의 모든 책임을 전가한 베르사유 조약 231조에 근거한 것이었다. 게다가 무역은 봉쇄되어 연합국의 상품은 독일에 최혜국 대우를 받으며 수출되었지만, 독일의 상품 수출은 봉쇄되었다. 이러한 상태에서 1320억 배상금이 결정된 것이다. 독일 국민은 베르사유 조약의 내용과 더불어 이 배상금 요구에 분노했다. 국민의 분노는 조약을 수락한 신생 바이마르 공화국 정부에도 분노했으며, 이런 과정에서 "등 뒤의 칼 찌르기 이야기"가 나오게 되었다. 바이마르 공화국 정부는 배상금 지불을 일부러 지연하면서 의도적으로 재정 파탄 상태임을 내비추어 지불 능력이 없음을 과시했다. 이런 어수선한 분위기에서 정치적 중도파였던 사람들도 점차 우경화하게 되었다 .
프랑스와 벨기에는 독일의 배상금 지불이 지지부진하자, 직접 군대를 자르 지방으로 파견하여 루르 지방을 점령하고, 현물로 배상금을 받아내기 위한 시도를 벌였다. 그러나, 이러한 조치는 다른 나라들의 지지를 받지도 못했을 뿐만 아니라 루르 지방 독일인들의 저항으로 비용만 낭비한 채 실패로 돌아가기도 했다. 유럽의 상황 악화에 놀란 미국은 1924년 9월 도즈 안에 이어, 영 안(1929년)을 발표하여 상황을 진정시키려 했지만, 유야무야 되었다.

## 제2차 세계 대전 이후 배상 문제
흔히 독일의 배상문제라고 하면 제1차 세계 대전 이후의 배상 문제를 생각해내는 것이 보통이다. 제1차 세계 대전 이후 독일에 가해진 무리한 배상요구가 결국 바이마르 공화국을 취약한 공화국으로 만들었으며, 이는 결국 나치의 정권장악과 제2차 세계 대전으로 이어졌기에 독일의 "배상문제"라고 언급할때면 대개 제1차 세계 대전 이후의 배상문제만 생각하게 된다. 이에 비해 2차 대전 이후의 독일의 배상문제는 잘 알려지지 않은 편이다. 2차 대전 이후 독일문제는 주로 분단과 냉전, 그리고 경제발전에 관심이 집중되기에 상대적으로 묻혀버린 듯 하다. 그러나, 2차대전 이후에도 독일에 대한 배상요구는 있었으며, 전후 냉전의 형성은 이 배상 문제도 한 원인이 되고 있다.
전쟁 중에 연합국은 "유럽자문위원회(EAC)"를 구성하여 전후처리문제에 대한 보고서를 제출하게 하였다. EAC는 1944년 7월 25일에 독일에 무조건 항복을 요구할 것을 권고했으며, 또 전후 독일에 대한 분할점령을 권고한다. 이 권고안은 1945년 2월 얄타 회담에서 수용되는데, 어떻게 분할하는가에 대해서는 아무런 언급이 없었다. 또한 어떻게 나뉘었는지에 관계 없이, 분리된 점령지구는 당시만 해도 별개의 국가로, 동일시된 것도 아닌 편의상의 나눔에 불과했다. (애초에 프랑스는 이 분할 점령 국가가 아니었는데, 샤를 드골의 강력한 반발로 나중에 포함되었다)
또 EAC는 "독일 점령지역 및 대베를린 행정에 관한 의정서"에 1944년 9월 12일 가서명하였으며, "독일 통제기구 협정"에 대해서도 동년 11월 14일 의결한다. 전자의 의정서는 점령지간 경계선을 결정하고, 베를린에 4대국 공동점령지구(동베를린 및 서베를린으로 갈리게 된다)라는 특수한 지위를 부여한다. 후자의 협정에서는 연합국 통제위원회(이하 "통제위")"를 설치하기로 합의한 협정이다. 통제위는 전 독일에 대한 통일적이고 사무를 관장하도록 되어 있었는데, 조정불가능한 반대에 부딪힐 경우엔 각 군사정부사령관은 자국 정부 지시에 따라 독자 행동을 할 수 있는 권한을 아울러 부여받았다.
독일이 항복하고 몇 달되지 않아, 점령지역이 제각기 흩어진 사태 발전의 법적 근거는 바로 이 조항이었으며, 결정적인 문제는 배상문제였다. 배상문제에 가장 적극적이었던 나라는 역시 소련이었다. 소련은 1945년 1월에 전쟁으로 파괴된 서부 공업지대에 대한 복구를 위해 미국에 60억달러의 차관을 요청했다가 거절당하자, 독일에 대한 배상요구로 이 수요를 충당하기로 했다.
얄타 회담에서 모스크바에 본부를 둔 배상위원회가 설치되었고, 배상총액과 분배의 해결방안에 대하여 여러 가지 제안들을 검토하게 되었다. 그러나, "검토"는 했으되, 명확하게 결정된 것은 없었다. 소련의 과도하게 보이는 요구(총 100억달러 요구)와 미국의 반대때문이었는데, 배상문제가 전독일적 차원에서 해결될 것인지, 아니면 각 점령지구내에서 알아서 해결할 것인지도 결정하지 못했다.
한편, 트루만, 처칠, 스탈린 등은 점령기간동안 독일을 "경제적 통일체"로 다루며 독일중앙정부는 "당분간" 구성하지 않으나, "재정/운송/교통/무역/공업"의 분야를 다룰 "몇 개의 중앙행정기구"를 설치할 것에 합의하였다. 물론 이 "몇 개의 중앙행정기구"는 통제위의 감시를 받도록 규정했다. 이것은 소련의 독일정책에서 "全獨逸(gesamtdeutsche)" 입장과 연관되는 것이며, 소련의 배상요구와도 관련있었다
배상위원회는 5월 이래 배상문제에 대해 아무런 합의를 이루지 못하고 있었다. 미국이 주로 반대했기 때문이었다. 소련은 배상위원회의 합의여부에 상관없이 자신들이 "해방"한 동구 국가들 내의 독일 자산에 대한 압류 처분과 독일내 소련 점령지구에서 각종 물자 및 산업시설을 소련으로 운송하기 시작했다. 이 운송작전은 1954년에야 끝난다.
스탈린은 또 루르 공업 지대를 4대국 공동관할구역으로 지정하자고 제안했으나, 점점 노골화하는 소련의 팽창주의적 정책에 신경을 곤두세우던 서방진영은 그의 대담한 제안을 거절한다. 스탈린의 제안은 서유럽의 중심지역에 소련의 영향력을 부식시키는 것으로, 서방의 입장에서는 도저히 받아들일 수 없는 제안이었다.
배상문제는 이렇게 아무런 합의를 보지 못한 채 시간만 축냈으며, 그 사이에 동서 양 진영 사이에서는 냉전이 시작되었다. 서방 점령지구들은 점차 하나의 Bloc을 형성하기 시작했고, 소련 점령지구도 똑같은 수순을 밟았다. 트루만은 1947년 그리스와 터키 문제에 대한 개입을 계기로 이른바 "트루만 독트린"을 발표했고, 마샬 플랜이 발표되었다. 마샬 플랜에는 독일과 동유럽도 포함되었으며, 소련은 서방의 영향력이 침투하는 것을 두려워하여 이를 거부한 채 코메콘을 결성한다.
이 와중에서 독일의 배상문제는 흐지부지되었으며, 독일은 배상은커녕 미국의 대소봉쇄 전진기지의 역할을 수행하기 위해, 미국으로부터 많은 원조를 받게 되었다. 이것이 독일 경제 부흥(흔히 "라인강의 기적"이라고 불리는)의 원동력 가운데 하나이다.

### 참고 문헌
- 《독일 현대사, 1945-1986,》안드레아스 힐그루버 씀, 손상하 옮김(까치출판사, 서울) ISBN 89-956638-9-8
- 《바이마르 공화국의 역사》, 오인석 씀(한울아카데미, 서울, 1997년), ISBN 89-460-2481-X
- 《분열과 통일의 독일사》, 메리 풀브룩 씀, 김학이 옮김(개마고원, 서울, 2000년), ISBN 89-85548-60-4 {{isbn}}의 변수 오류: 유효하지 않은 ISBN.